# Tricyrtis lasiocarpa
Tricyrtis lasiocarpa är en liljeväxtart som beskrevs av Jinzô Matsumura. Tricyrtis lasiocarpa ingår i släktet skuggliljor, och familjen liljeväxter. Inga underarter finns listade.